# Neoliodes lamellatus
Neoliodes lamellatus är en kvalsterart som först beskrevs av William Joseph Rainbow 1897.  Neoliodes lamellatus ingår i släktet Neoliodes och familjen Neoliodidae. Inga underarter finns listade i Catalogue of Life.